# Mary Wortley-Montagu, 1. Baroness Mount Stuart

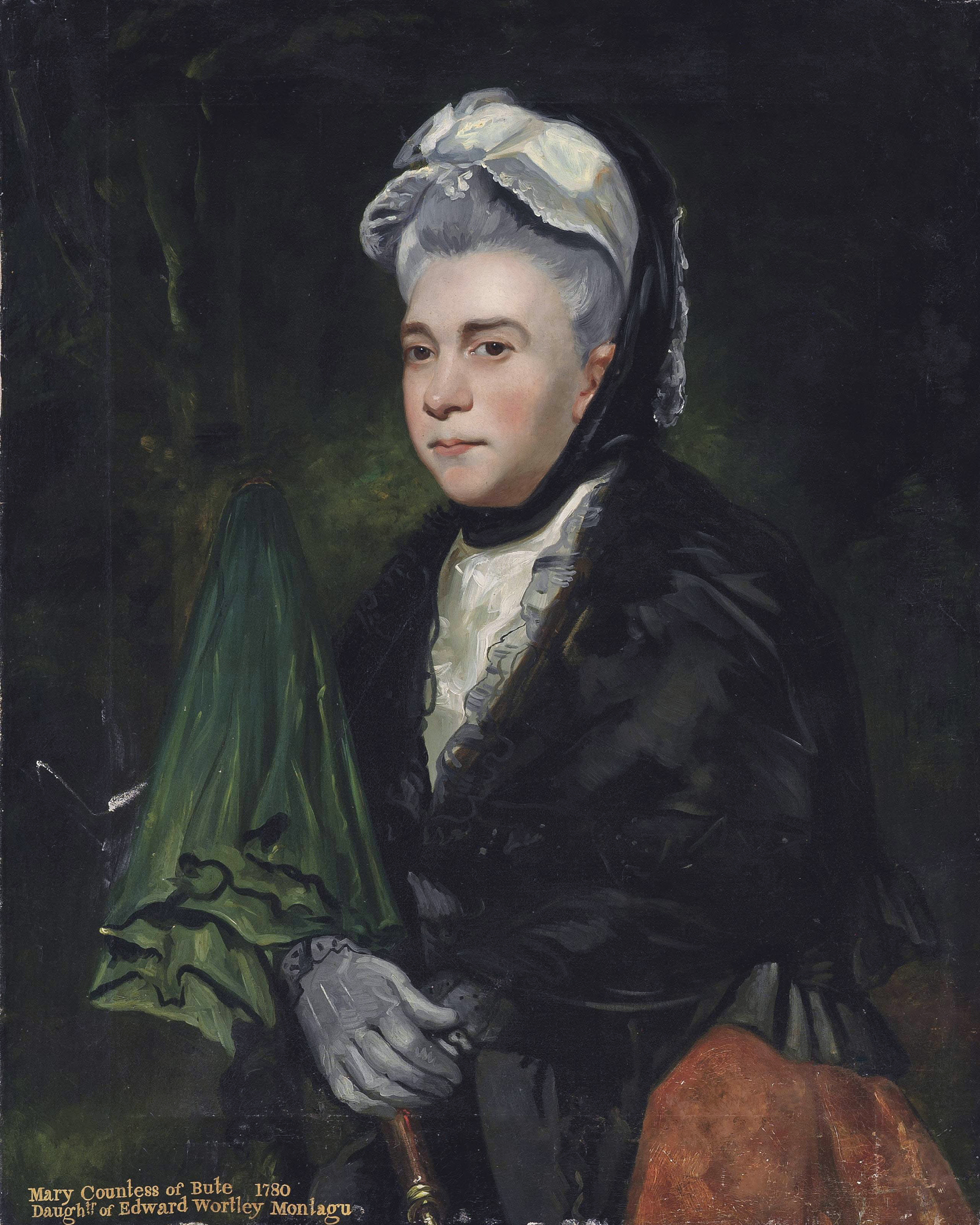
Mary Stuart, nach einem Gemälde von Joshua Reynolds

Mary Wortley-Montagu, 1. Baroness Mount Stuart oder kurz Mary Stuart (* Februar 1718 in Pera (Türkei); † 6. November 1794 in Isleworth, London) war eine britische Adlige.

## Leben
Sie war die einzige Tochter von Edward Wortley-Montagu und Lady Mary Wortley Montagu, der ältesten Tochter von Evelyn Pierrepont, 1. Duke of Kingston-upon-Hull. Sie wurde in Konstantinopel geboren, als ihr Vater dort britischer Botschafter war. Am 13. August 1736 heiratete sie John Stuart, 3. Earl of Bute, den späteren britischen Premierminister. Durch ihre Hochzeit erhielt sie den Höflichkeitstitel Countess of Bute. Mit besonderer Berücksichtigung ihrer männlichen Nachkommen wurde sie selbst am 3. April 1761 zur Baroness Mount Stuart, of Wortley in the County of York, erhoben.
Sie wurde in Wortley in Yorkshire begraben.
Aus ihrer Ehe mit John Stuart, 3. Earl of Bute, hatte sie elf Kinder:
- Lady Mary Stuart (1740–1824) ⚭ 1761 James Lowther, 1. Earl of Lonsdale;
- Lady Jane Stuart (1742–1828) ⚭ 1768 George Macartney, 1. Earl Macartney;
- John Stuart, 1. Marquess of Bute (1744–1814);
- Lady Anne Stuart (1745–1819) ⚭ 1764–1779 Hugh Percy, 2. Duke of Northumberland;
- Hon. James Archibald Stuart-Wortley (1747–1818) ⚭ Margaret Conyngham;
- Lady Augusta Stuart († 1778) ⚭ Andrew Corbet;
- Lady Caroline Stuart (1750–1813) ⚭ 1778 John Dawson, 1. Earl of Portarlington;
- Hon. Frederick Stuart (1751–1802), MP;
- Sir Charles Stuart (1753–1801), General der British Army, ⚭ 1778 Louisa Bertie;
- Hon. William Stuart (1755–1822), Erzbischof von Armagh ⚭ 1796 Sophia Margaret Juliana Penn;
- Lady Louisa Stuart (1757–1851), Schriftstellerin.

Nach ihrem Tod erbte ihr ältester Sohn John ihren Adelstitel, während nach dem Testament ihres Vaters ihr zweitältester Sohn James dessen Besitzungen und Vermögen erbte.